# Nehe Milner-Skudder
Nehe Rihara Milner-Skudder (* 15. Dezember 1990 in Taihape) ist ein neuseeländischer Rugby-Union-Spieler. Milner-Skudder, der im Verein insbesondere als Schlussmann aktiv ist, wurde 2015 als Flügelstürmer mit den All Blacks Rugby-Union-Weltmeister. Im gleichen Jahr wurde Milner-Skudder vom Rugby-Union-Weltverband zum „Aufsteiger des Jahres“ gekürt.

## Karriere
Milner-Skudder begann seine Profikarriere im Rugby League, bevor er 2011 für die Manawatu Turbos im ITM Cup einstieg. Seit der Super-Rugby-Saison 2015 gehört Nehe Milner-Skudder dem festen Aufgebot der Hurricanes an.
2014 wurde Milner-Skudder zur Jahresend-Tour der New Zealand Māori nach Japan eingeladen, bevor er 2015 erstmals für die neuseeländische Rugby-Union-Nationalmannschaft – die All Blacks – antrat. Bereits in seinem ersten Länderspiel gegen Australien, das am 8. August 2015 in Sydney stattfand, konnte er direkt zwei Versuche legen. In den beiden darauffolgenden Monaten war Milner-Skudder Teil des Kaders für die Rugby-Union-Weltmeisterschaft 2015, bei der er sechs Versuche – darunter einen im Finale gegen die australischen Wallabies – legen konnte und gemeinsam mit den All Blacks den WM-Titel von 2011 verteidigen konnte.

## Sonstiges
Nehe Milner-Skudder hat sowohl māorische als auch tongaische Wurzeln und ist ein Neffe von George Skudder, der zwischen 1969 und 1973 ebenfalls bei den All Blacks als Flügelstürmer eingesetzt wurde. Der mittlerweile verstorbene Henare „Buff“ Milner, der 1970 als Innendreiviertel mehrfach für die Nationalmannschaft auflief, war ein Cousin von Milner-Skudders Mutter. Skudder und Milner haben nie ein gemeinsames Länderspiel bestritten.